# Барсак (коммуна)
Барса́к (фр. Barsac) — коммуна во Франции, находится в регионе Новая Аквитания. Департамент коммуны — Жиронда. Входит в состав кантона Подансак. Округ коммуны — Бордо. Код INSEE коммуны 33030.

## География
Коммуна расположена приблизительно в 520 км к юго-западу от Парижа, в 33 км юго-восточнее Бордо. Барсак лежит на левом берегу Гаронны и пересекается рекой Сирон.

## Население
Население коммуны на 2008 год составляло 1964 человека.
| 1962 | 1968 | 1975 | 1982 | 1990 | 1999 | 2008 |
| ---- | ---- | ---- | ---- | ---- | ---- | ---- |
| 2249 | 2298 | 2019 | 2085 | 2058 | 1948 | 1964 |

## Экономика

### Сельское хозяйство
Основу экономики составляют виноделие и выращивание кукурузы на берегу Гаронны. Виноградники занимают площадь в 390 га. Как и в соседней коммуне Сотерн, винодельни Барсака производят сладкие белые вина позднего урожая («AOC Сотерн» и «AOC Барсак»), а также сухие вина «AOC Бордо-блан». Из пяти коммун Бордо, производящих сотерн (помимо, собственно, Сотерна) Барсак единственная, имеющая собственный аппелласьон.

### Занятость населения
В 2007 году среди 1244 человек в трудоспособном возрасте (15-64 лет) 888 были экономически активными, 356 — неактивными (показатель активности — 71,4 %, в 1999 году было 72,7 %). Из 888 активных работали 805 человек (447 мужчин и 358 женщин), безработных было 83 (28 мужчин и 55 женщин). Среди 356 неактивных 94 человека были учениками или студентами, 119 — пенсионерами, 143 были неактивными по другим причинам.

## Достопримечательности
- Церковь Сен-Венсан (XVIII век). Исторический памятник с 1908 года[3].
- Замок Бастар (XVII век)
- Замок Роллан (XV век). Памятник культурного наследия[4]
- Много домов XVIII века
- «Крестный путь» — дорога XVIII века, мощённая щебнем. Памятник культурного наследия[5]

## Города-побратимы
- Вёлльштайн (Германия, с 1966)

## Фотогалерея

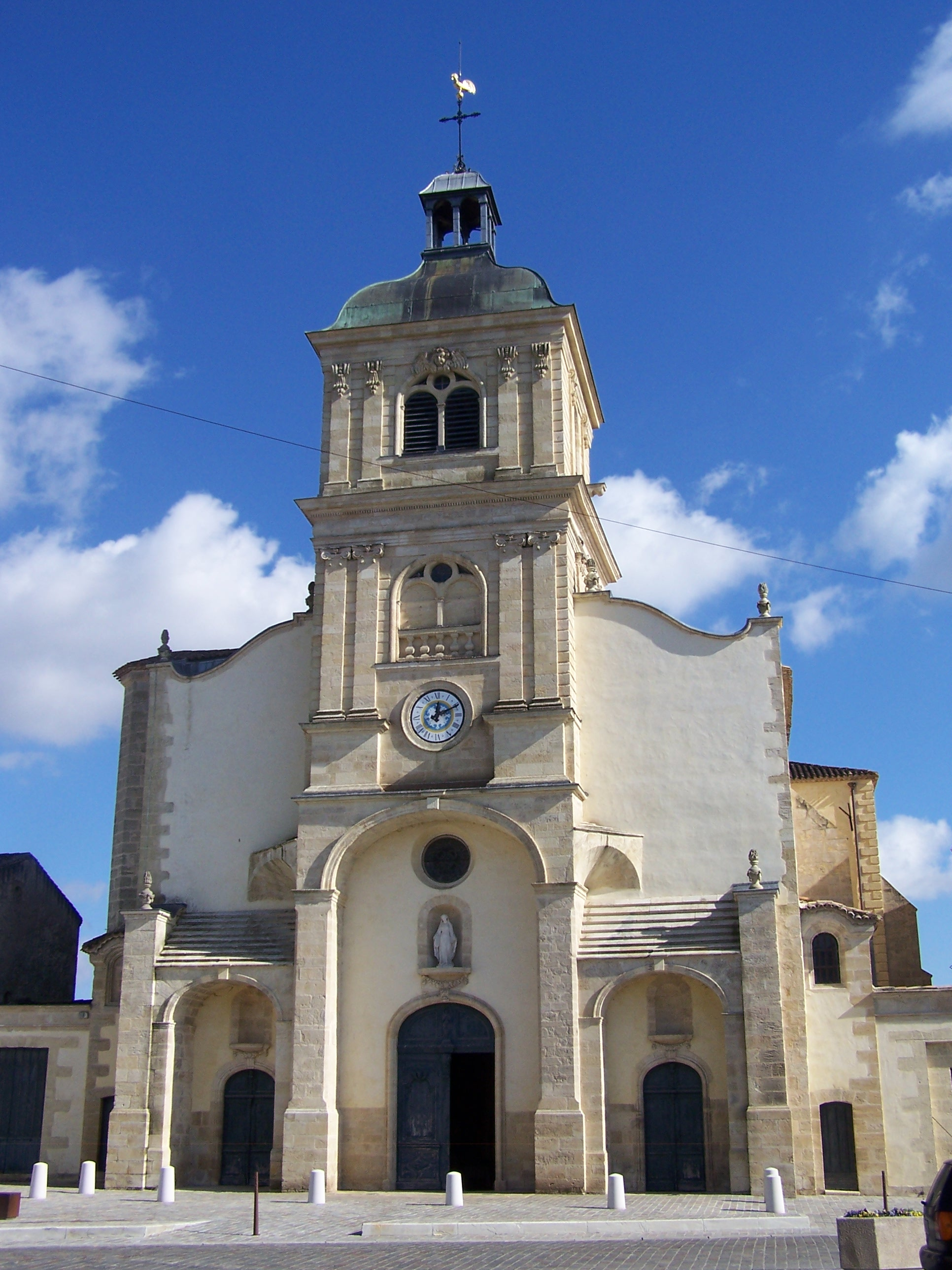
Церковь Сен-Венсан
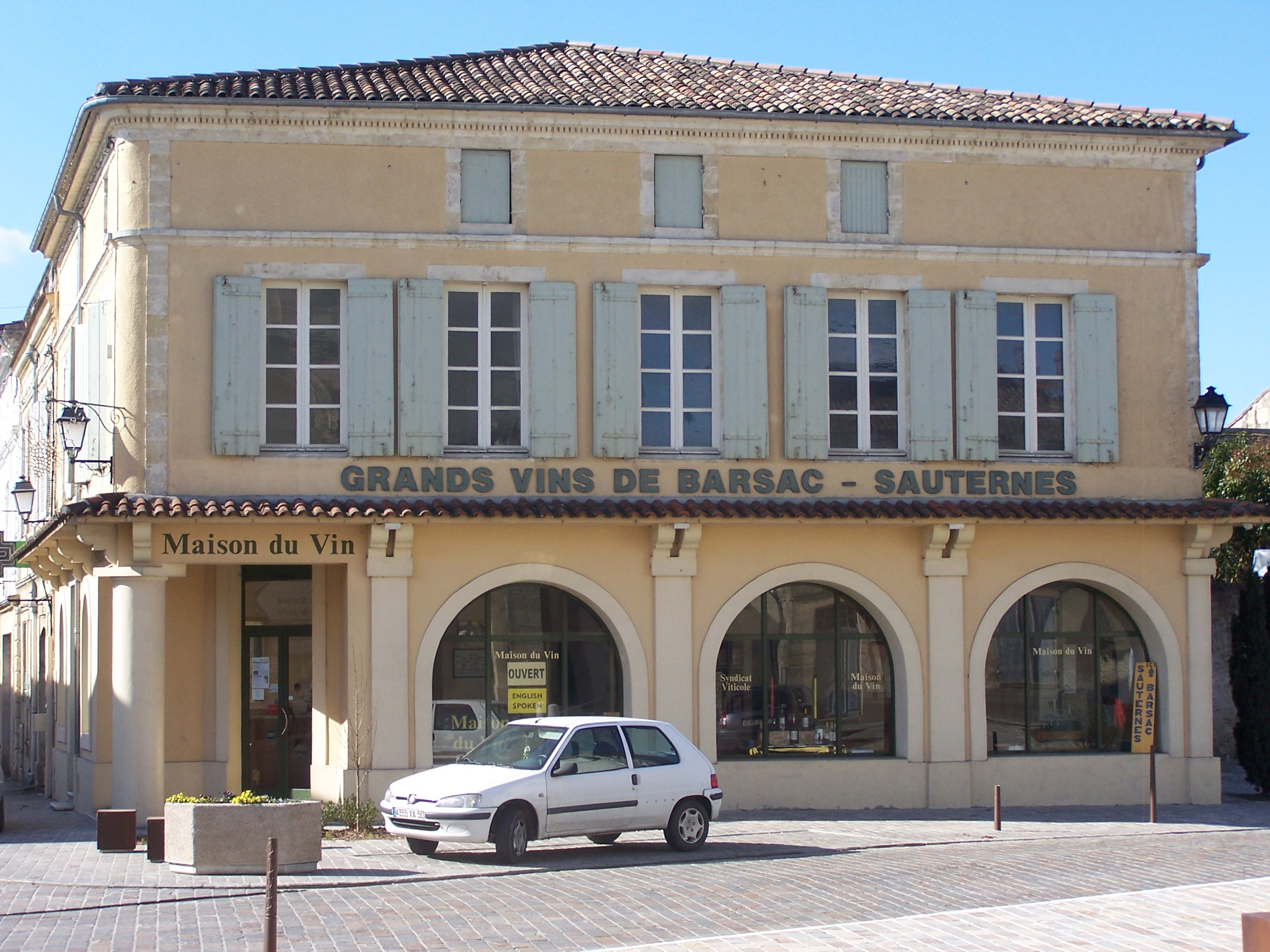
Винный ресторан
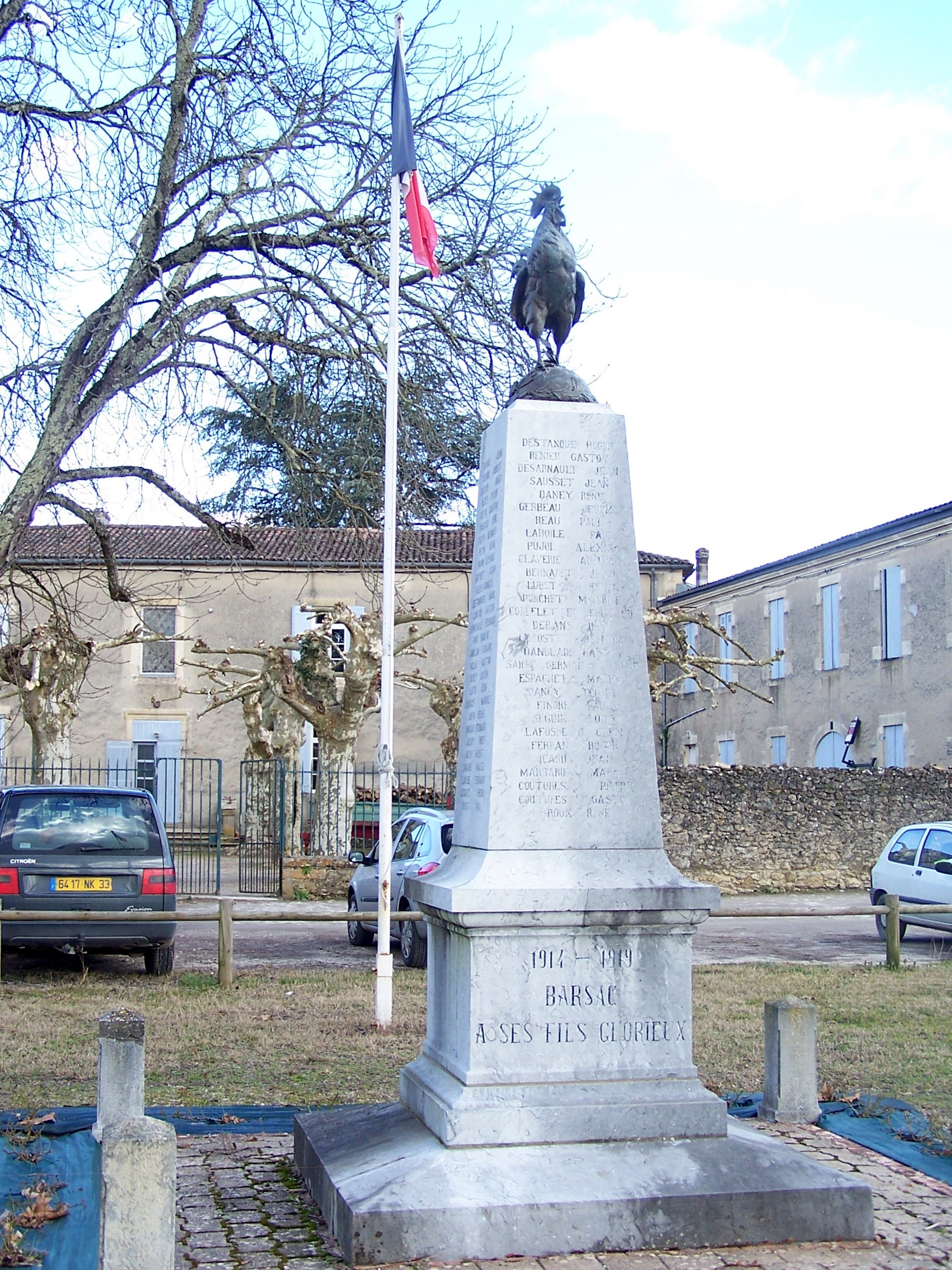
Памятник жителям, погибшим в Первой мировой войне
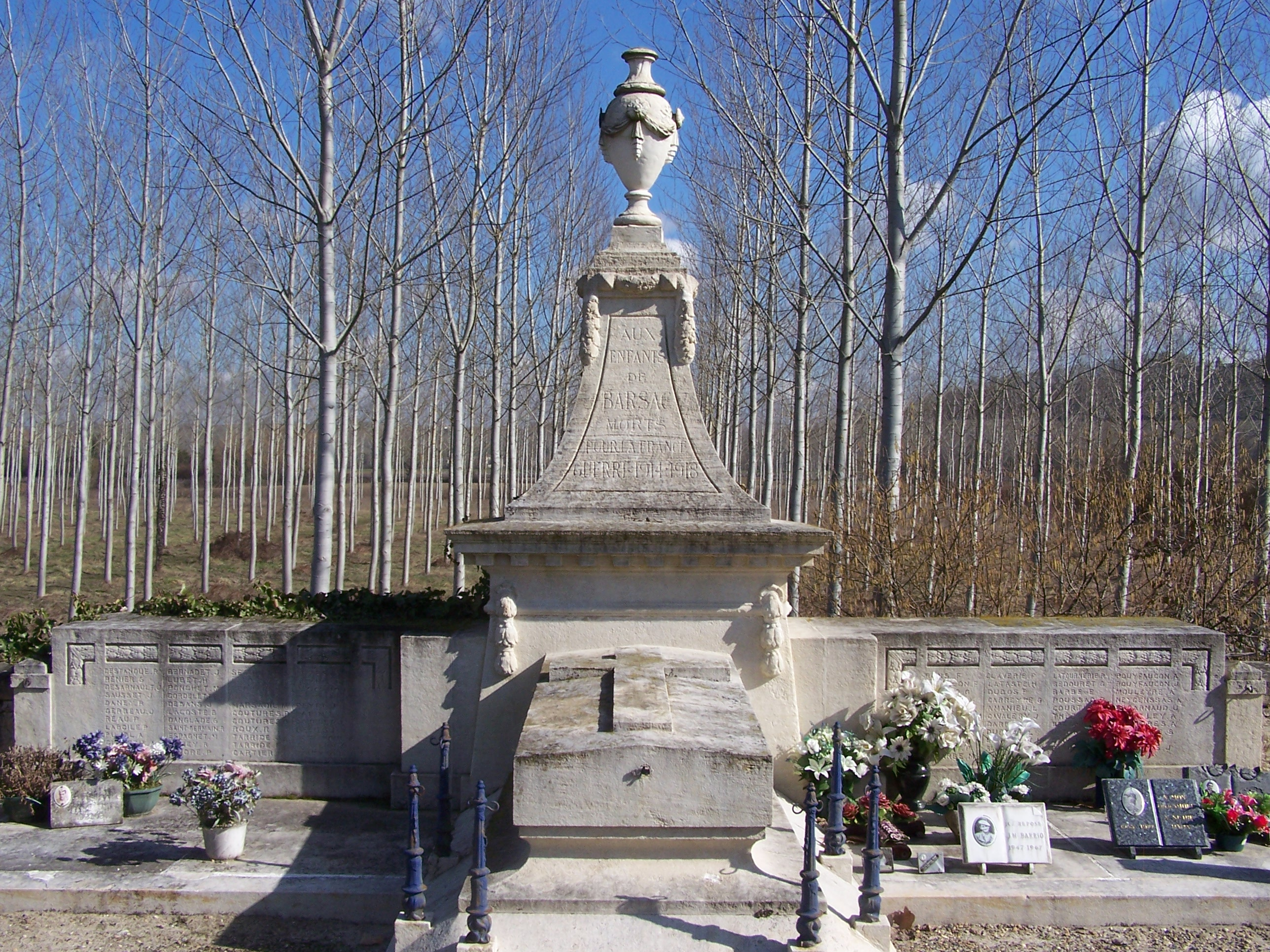
Памятник